# Gabriel Valentin
Pour les articles homonymes, voir Valentin.
Gabriel Gustav Valentin (né à Breslau le 8 juillet 1810 et mort à Berne le 24 mai 1883) est un médecin et physiologiste allemand.

## Biographie
Gabriel Valentin naît le 8 juillet 1810 dans la ville de Breslau dans une famille juive, fils unique d'Abraham Valentin, commerçant en argenterie et rabbin assistant, et de Caroline Bloch. Il poursuit ses études au lycée Sainte-Marie-Madeleine de Breslau.
Il est à Breslau l'un des plus brillants élèves de Jan Evangelista Purkinje. À l'âge de vingt-cinq ans, il obtient le grand prix de physiologie expérimentale de l'Académie des sciences française.
En 1836, il devient titulaire de la chaire de physiologie de l'université de Berne. Il est l'auteur de 1836 à 1843, d'un ouvrage de référence, le Repertorium für Anatomie und Physiologie.
Gabriel Valentin est décédé à Berne le 24 mai 1883.

## Publications
- Handbuch der Entwickelungsgeschichte des Menschen (Berlin, 1835, gr. in-8)
- Lehrbuch der Physiologie des Menschen (Brunswick, 1844, 2 vol. in-8; 2e éd., 1847-1850, et suppl. 1851)
- Versuch einer physiolog. Pathologie der Nerven (Leipzig, 1864, in-8)
- Versuch einer physiolog. Pathol. des Blutes (Leipzig, 1866-1867, in-8)